# T-15軽戦車
T-15軽戦車（T-15けいせんしゃ）は、ベルギー軍が第二次世界大戦の時に作った4トンの軽戦車である。

快速だった故に装甲が薄く、機関銃搭載の豆戦車に勝る程度の火力を持っていたが、それでも偵察用の軽戦車や軽装甲車を相手にすることが精一杯だったという。
ベースとなったのは、イギリスのヴィッカースが輸出用に開発した豆戦車M1934とされている。アルデンヌ猟兵師団隷下の自転車化歩兵連隊に所属するオートバイ中隊や騎兵師団隷下オートバイ歩兵連隊に所属する装軌装甲車中隊などに火力支援や対戦車用として配備されていた。